# El crimen del señor Lange
El crimen del señor Lange (título original en francés: Le crime de Monsieur Lange) es una película francesa de drama y comedia de 1936 dirigida y escrita por Jean Renoir, junto al guionista Jacques Prévert a partir de una historia de Jean Castanier. Está protagonizada por René Lefèvre, Florelle, Jules Berry y Henri Guisol. La cinta muestra el compromiso del director por las marcadas ideas comunistas del Frente Popular. Escrita en su etapa politizada se trata de una fábula política que se encubre bajo la apariencia de un melodrama popular. Sus evidentes excesos discursivos quedan compensados por la habilidad que siempre tuvo Renoir para trascender la anécdota en categoría. La película recaudó alrededor de $164.000 en los cines durante el año 1936 y se estima que fue vista por aproximadamente 1.4 millones de personas en todo el mundo. Se encuentra en el puesto 8.242 entre las películas con mayores recaudaciones de la historia. 

## Sinopsis
El crimen del señor Lange narra la historia, mediante un largo flashback, del empleado de una imprenta editorial de París, Amédée Lange. Lange se ve obligado a matar a su patrón, Batala, un jefe sin escrúpulos que humilla y roba el dinero a sus empleados, para salvar la cooperativa creada por los trabajadores de la editorial tras el abandono a su suerte de este. La historia está contada por la compañera de Lange, Valentine Cardès, a los clientes de una posada cerca de la frontera belga que amenazan con alertar a la policía tras reconocer a Lange como el asesino fugado. Por ende, Valentine relatará su historia para explicar lo sucedido e intentar que les ayuden en su búsqueda para conseguir su libertad. 

## Argumento
El crimen del Señor Lange narra la historia de un empleado de una imprenta de París, Amédée Lange, que trabaja a las órdenes de su lascivo jefe, Batala. Su patrón, tras el acoso de sus acreedores, decide huir de la ciudad tras creer que va a ser enjuiciado por sus deudas y aprovecha un aparatoso accidente ferroviario para simular su propia muerte. Al conocerse la noticia, sus empleados acuerdan formar una cooperativa que empieza a dar beneficios gracias a unas historias del Oeste escritas por el propio Lange. 
El gran éxito conseguido con las historias de Lange sobre el vaquero Arizona Jim, cuyo contrapunto es que son historias paralelas a las experiencias de la vida real de la cooperativa, hace que Batala regrese a la capital disfrazado de cura. Al mismo tiempo, Lange y su vecina Valentine, un antiguo amor de Batala, se enamoran. 
Cuando Batala vuelve, con la intención de recuperar la editorial, Lange le dispara y mata para proteger la cooperativa. Esto conlleva la huida de Lange y Valentine del país ayudados por Meunier Junior. En su escapada la pareja se detiene en una posada cerca de la frontera belga donde Valentine cuenta la trágica historia de Lange a un grupo de clientes de la posada que le habían reconocido como el asesino fugado y amenazaban con alertar a la policía. Después de escuchar la historia, los hombres simpatizan con Lange y Valentine y les permiten escapar a través de la frontera hacia la libertad. 

## Reparto
- René Lefèvre como Amédée Lange.
- Florelle como Valentine Cardès.
- Jules Berry como Paul Batala.
- Henri Guisol como el hijo de Meunier.
- Marcel Lévesque como el conserje.
- Odette Talazac como la esposa del conserje.
- Maurice Baquet como Charles, el hijo de los conserjes.
- Sylvia Bataille como Edith.
- Nadia Sibirskaïa como Estelle.
- Jacques B. Brunius como Sr. Baigneur
- Sylvain Itkine como el inspector Juliani, primo de Batala.
- Marcel Duhamelas como Louis, el capataz.
- René Génin como un cliente de Auberge Inn.
- Max Morise como el hombre de la pipa.
- Jean Dasté como la maquetista.

## Producción
La película surge de una idea de Jean Castanier, aunque finalmente el guion iría a cargo de Jacques Prévert y el propio Jean Renoir. Antes de que la cinta se titulara oficialmente Le crime de Monsieur Lange, también se barajaron otros nombres como: L’ascension de M. Lange, Sur la cour, Dans la cour y Un homme sauve. Su producción sería por parte de la Productora Oberón (André Halley des Fontaines) y su director de producción fue Geneviève Blondeau. El rodaje en plató se llevó a cabo en los Estudios Billancourt, en cuanto a los rodajes en exteriores tuvieron lugar en los Campos Elíseos, la Plaza de la Bastilla y el Bosque de Bolonia.  
El equipo de rodaje se conformó por: Jean Renoir como director; Georges Darnoux y Jean Castanier como ayudantes de dirección; Jean Bachelet como director de fotografía; Marcel Blondeau como director artístico; Jean Castanier y Robert Gys, ayudados por Roger Bilin, como encargados de la decorados; Champion como segundo operador de cámara; Guy Moreau, Louis Bogé, Roger Loisel y Robert Teisseire como sonidistas; Marconi di Vaison y Moreau en la grabación; Marguerite Renoir como script y montadora y Dora Maar como fotógrafa de plató. 
La música de la película fue compuesta por Jean Winer y Joseph Kosma sobre textos de Jacques Prévert (“Au jour le jour, á la nuit la nuit”), y una orquesta bajo la dirección de Roger Desormiéres.
El rodaje duró un total de 25 días, de octubre a noviembre de 1935. Conformaría una película en blanco y negro con una duración de 80 minutos. La distribución sería a través de la filial francesa Warner Bros. Finalmente, su estreno sería el 24 de enero de 1936 en el cine Aubert-Palace.

## Legado
Jean Renoir relataba en su libro, Mi vida y mi cine, como El crimen del Señor Lange fue una película que le reportó mucho éxito y, a su vez, le clasificó como un cineasta de izquierdas. Renoir reconocía el término sin ningún problema al tratarse de una película que gira alrededor de un asunto de “cooperativa obrera”. De hecho, Renoir, que se autoproclamaba como un “hacedor de películas”, haría “con gusto” una película propagandística pedida por el Partido Comunista Francés un año más tarde, La vie est nous (1936).
La película conformó, junto a otras como La Marsellesa o La gran ilusión (La grande illusion) una lista de películas de clara oposición antihitleriana por parte del director francés que, aunque tuvieron éxito “no detuvieron la Segunda Guerra Mundial” comentaba Renoir. Sus claros valores políticos acabarían provocando su exilio a Estados Unidos en 1940 debido al peligro al que se enfrentaba si continuaba en el país durante esos años de censura y guerra.
El crimen del Señor Lange no podría comprenderse sin la influencia y aportación del Grupo Octubre, una compañía de teatro revolucionaria de carácter marxista creada en 1932 y dirigida por el poeta y dramaturgo Jacques Prévert que, a su vez, ayudó a Renoir en el guion del film. El realizador parisino se sirvió de la estrecha colaboración de todo el equipo, formando una pequeña cooperativa, al igual que les sucede a los protagonistas del film. En este sentido, el espíritu del rodaje del film guarda ciertas similitudes con el de Toni (1935), aunque la temática es bien distinta: Renoir ya no nos habla de un drama pasional, sino de un canto pre-revolucionario de los más desfavorecidos ante el inminente ascenso del fascismo. 
La mayor parte de la acción transcurre en un patio circular de viviendas donde conviven los personajes del film. La idea de Jacques Prévert de centralizar la acción espacialmente confiere sentido al relato, ya que así se refuerza la idea de trabajo colectivo que promulgaban los postulados escénicos el Grupo Octubre. Por vez primera en su carrera cinematográfica, Renoir pone de manifiesto la idea de colectividad que se rebela frente a un individuo tiránico. Pero, a diferencia de Toni, en El crimen del Señor Lange se advierte una mayor planificación y rigor en la puesta en escena, en la que Renoir da rienda suelta a aquellos elementos que conformaban su búsqueda formal y estilística, esbozados en anteriores films como Nana (1926), Escurrir el bulto (1928) o La Golfa (1931). Los sutiles movimientos de cámara y los hermosos planos secuencia hacen de El crimen del Señor Lange uno de los mejores films de su autor. 
El director y guionista, François Truffaut, alegaba que la película planteaba aspectos que eran comunes en la filmografía del director. Como es el “cuadrado amoroso” que tanto atraía a Renoir. Esto se aprecia cuando en la película una mujer, Estelle, es amada por tres hombres diferentes, Lange, Batala y Charles. François Truffaut lo definió como “el film más denso en milagros de interpretación y de cámara, el más cargado de verdad y de belleza puras, un film que, diríamos, está tocado por la gracia”.
El crítico de cine francés, André Bazin, analizó la cinematografía de la película, centrándose en para él la que es “la panorámica más famosa de la historia del cine”. Bazin comentaba que la idea general de la película era agrupar un cierto número de personajes y actividades en torno a este patio interior, en definitiva, componer con un espíritu casi unánime una de estas pequeñas comunidades parisinas de vecinos nacidas espontáneamente. Mediante este concepto, se conformó una topografía urbana, compuesta por aquellos que viven y trabajan "en el patio" (conserjes, lavanderas o Lange) y los que sólo vienen a trabajar allí (tipógrafos o trabajadores de Valentine), pero todos estos personajes son conocidos. por el espectador (aparte de algunos "forasteros") a través de sus relaciones constantes u ocasionales con la corte y las actividades, de las cuales ésta es el centro. 
Bazin analizó que esta dramática realidad se concretó mediante un decorado que no estaba dividido en varios decorados de estudio, sino que se encontraba construido íntegramente en el patio del estudio Billancourt. El crítico francés planteaba que en este vasto complejo, cada parte importante de la decoración (la conserjería, la lavandería, la gran escalera, la sala de composición, el despacho de Batala, etc.) ocupaba su lugar real en torno al patio, cuyo centro se convertía en el lugar geométrico del todo el complejo 'acción'. Además, Bazin observó un detalle significativo ya que “el pavimento de dicho patio es concéntrico”. 
De ahí que Bazin catalogara como “el último golpe de genialidad” ese clímax que mediante una armonía perfecta cristaliza toda la estructura espacial de la película en un planeo de 360° que lleva a Lange desde el despacho de Batala, siguiéndolo a través del taller y luego la escalera que conduce finalmente al porche. En el siguiente plano, la cámara lo abandona y, en lugar de continuar sus pasos, gira en dirección opuesta, barriendo todo el patio y reencuadrando al actor en la esquina opuesta donde acaba de unirse a Batala para matarlo. Este movimiento asombroso del aparato aparentemente contrario a toda lógica tiene quizás justificaciones secundarias, psicológicas o dramáticas (da una impresión de vértigo, de locura, crea suspenso), pero su razón de ser es más esencial; es la pura expresión espacial de toda la puesta en escena. 
Por último, Bazin apuntaba que Renoir nos había preparado inconscientemente para admitir este movimiento de cámara en la escena del conserje borracho arrastrando los cubos de basura por el patio. Por ende, el movimiento circular ya se encontraba en nuestra que, sin duda, contribuye a admitir la abstracción de la panorámica que seguirá. 